# Bulgarische Eishockeyliga 2014/15
Die Saison 2014/15 war die 64. Spielzeit der bulgarischen Eishockeyliga, der höchsten bulgarischen Eishockeyspielklasse. Meister wurde zum insgesamt 16. Mal in der Vereinsgeschichte der HK ZSKA Sofia.

## Teilnehmer
Der HK Lewski Sofia kehrt in die Liga zurück, nachdem sie die letzte Saison aus finanziellen Gründen nicht gespielt haben.
- HK NSA Sofia
- HK Lewski Sofia
- HK Slawia Sofia
- HK ZSKA Sofia

## Modus
In der Hauptrunde sollte jede der vier Mannschaften insgesamt sechs Spiele absolvieren. Der Erstplatzierte der Hauptrunde wurde Meister. Für einen Sieg erhielt jede Mannschaft drei Punkte, bei einem Unentschieden gab es einen Punkt und bei einer Niederlage null Punkte.

## Hauptrunde
|    | Klub            | Sp | S | OS | ON | N | Tore  | Punkte |
| -- | --------------- | -- | - | -- | -- | - | ----- | ------ |
| 1. | HK ZSKA Sofia   | 6  | 6 | 0  | 0  | 0 | 49:12 | 18     |
| 2. | HK Slawia Sofia | 6  | 4 | 0  | 0  | 2 | 34:19 | 12     |
| 3. | HK NSA Sofia    | 6  | 1 | 1  | 0  | 4 | 20:33 | 4      |
| 3. | HK Lewski Sofia | 6  | 0 | 0  | 1  | 5 | 12:48 | 1      |

Sp = Spiele, S = Siege, U = Unentschieden, N = Niederlagen